# Erendira (genre)
Pour les articles homonymes, voir Erendira.
Genre
Erendira est un genre d'araignées aranéomorphes de la famille des Corinnidae.

## Distribution
Les espèces de ce genre se rencontrent aux Antilles, au Venezuela et au Panamá.

## Liste des espèces
Selon World Spider Catalog (version 19.0, 17/05/2018) :
- Erendira atrox (Caporiacco, 1955)
- Erendira luteomaculata (Petrunkevitch, 1925)
- Erendira pallidoguttata (Simon, 1898)
- Erendira pictithorax (Caporiacco, 1955)
- Erendira subsignata (Simon, 1898)

## Publication originale
- Bonaldo, 2000 : Taxonomia da subfamília Corinninae (Araneae, Corinnidae) nas regiões Neotropica e Neárctica. Iheringia (Zoologia), vol. 89, p. 3-148 (texte intégral).